# Gerbillus juliani
Gerbillus juliani är en däggdjursart som först beskrevs av St. Leger 1935.  Gerbillus juliani ingår i släktet Gerbillus och familjen råttdjur. IUCN kategoriserar arten globalt som livskraftig. Inga underarter finns listade i Catalogue of Life. Populationen listades tidvis som synonym till Gerbillus watersi.
Denna ökenråtta är bara känd från olika platser i Somalia. Den hittades bland annat i halvöknar, i torra savanner och i andra gräsmarker med några buskar.
Håren som bildar pälsen på ovansidan är gråa vid roten och annars sandfärgade till ljus rödbrun. Undersidan är täckt av vit päls. Även kinderna är vita med en mörkare strimma under ögonen. Dessutom finns vita fläckar kring öronen. Svansen är betydlig längre än huvud och bål tillsammans. Den är likaså uppdelad i en sandfärgad ovansida och en vit undersida. Långa bruna hår vid svansens slut bildar en tofs.
Individerna är nattaktiva och vilar på dagen i underjordiska bon. Arten delar reviret med Gerbillus acticola.